# Schöntal

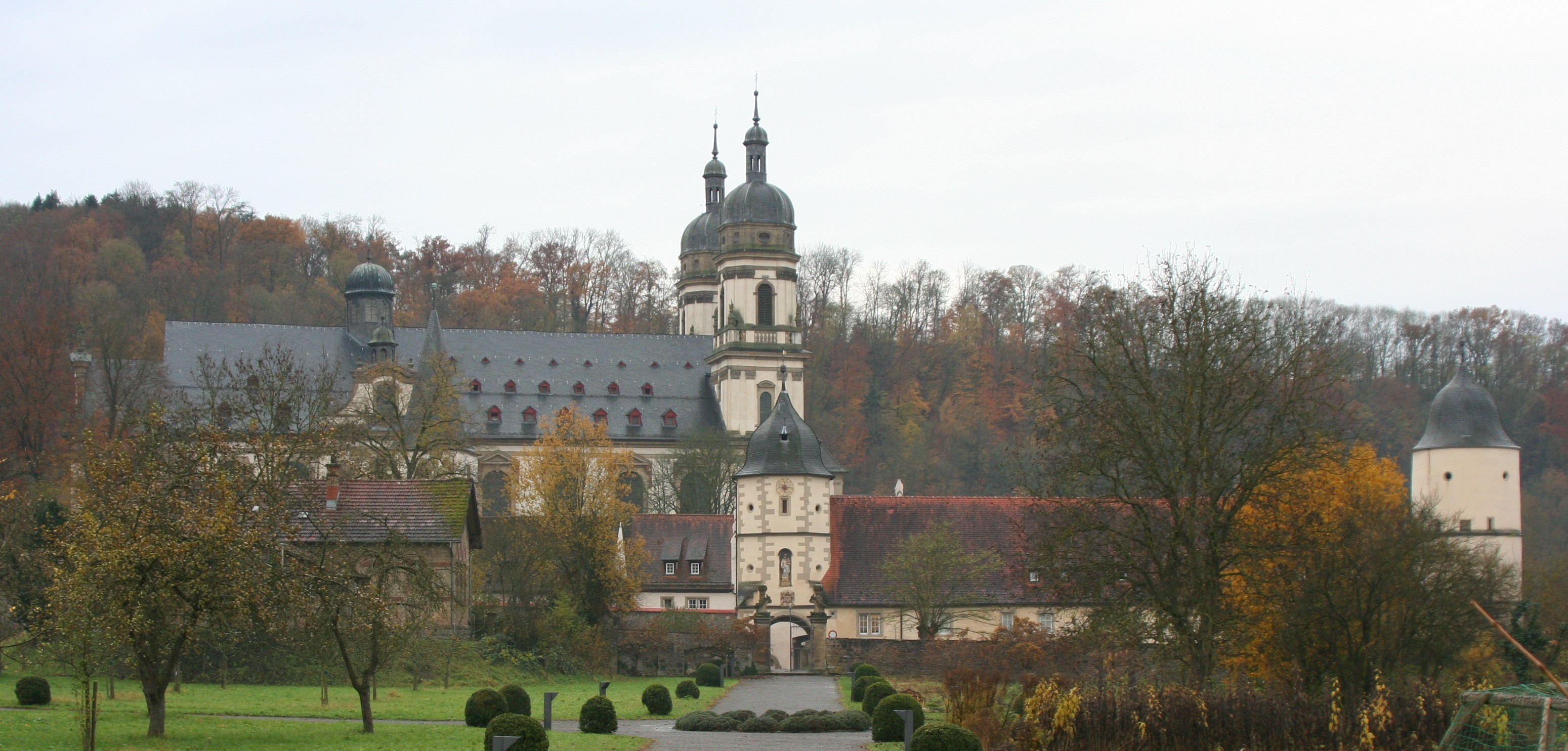
Klasztor

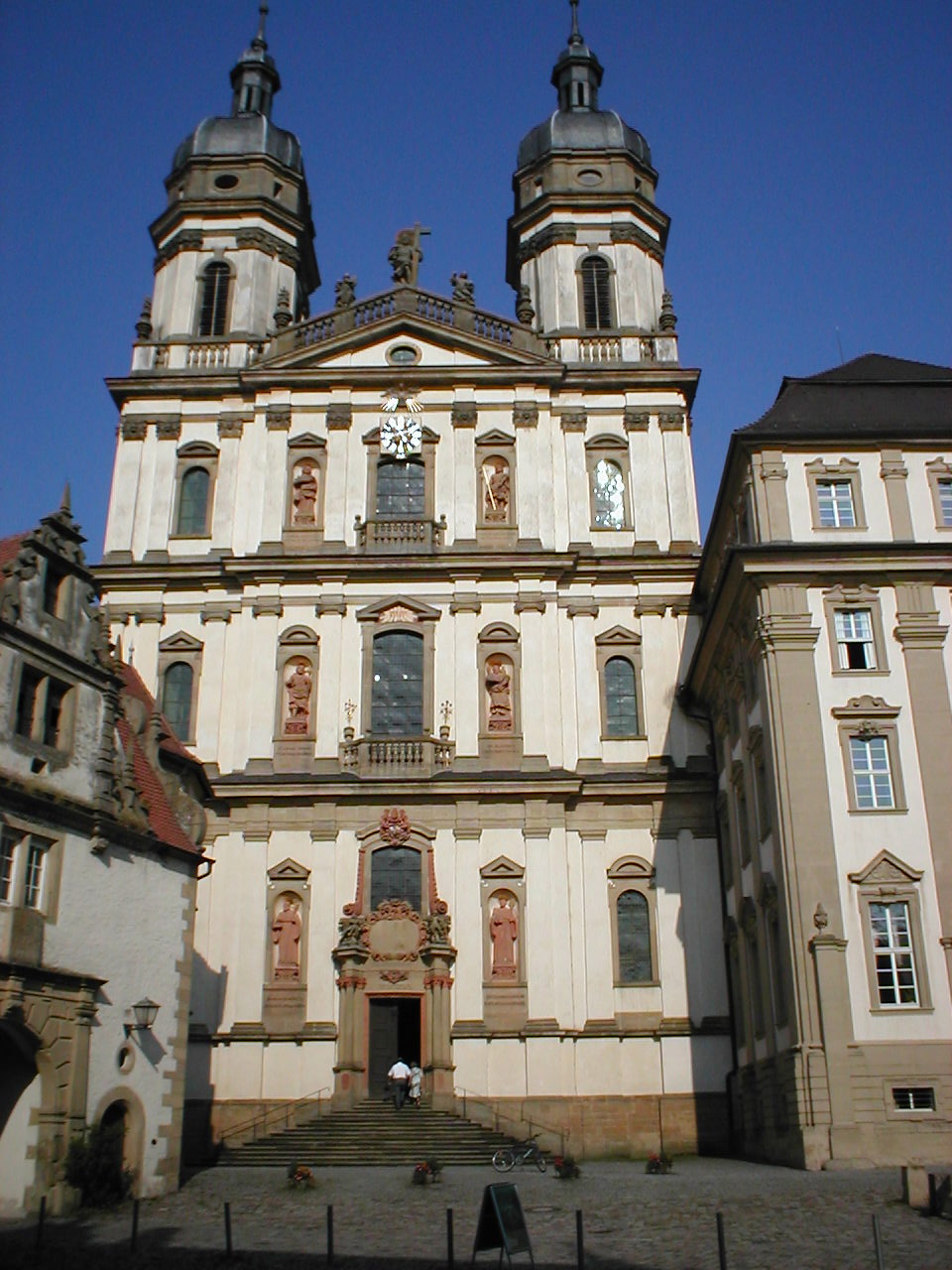
Barokowy kościół klasztorny

Schöntal – miejscowość i gmina w Niemczech, w kraju związkowym Badenia-Wirtembergia, w rejencji Stuttgart, w regionie Heilbronn-Franken, w powiecie Hohenlohe. Leży nad rzeką Jagst, ok. 12 km na północny zachód od Künzelsau, przy linii kolejowej Dörzbach–Möckmühl.